# أوبريت

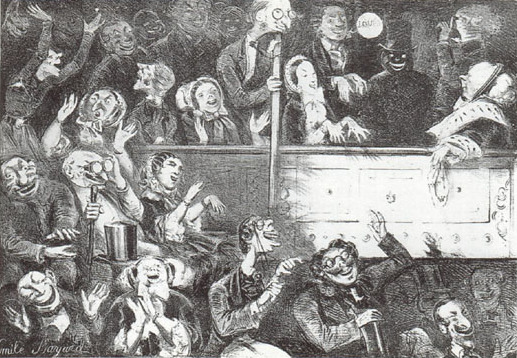

الأوبريت هو نوع من المسرحيات الغنائية كان محبوباً في الفترة بين أواسط القرن التاسع عشر حتى العشرينيات من القرن العشرين الميلادي. تطور الأوبريت من الأوبرا الهزلية الفرنسية ولكنه يختلف عنها في أنه يحتوي على حوار كلامي بدلاً من الحوار الغنائي، وعلى أغاني بدلاً من ألحان. وغالباً ما تكون مقدمة الأوبريت خليطاً من أغان منتزعة من العرض وليست شيئاً مؤلفاً مستقلاً كما هو الحال في الأوبرا.
الغرض من الأوبريت هو الترفيه وإدخال السرور على النفوس وليس إثارة العواطف القوية أو الكشف عن قضايا مهمة أو مناقشة قضية ذهنية أو جدلية. وفي كثير من الأوبريتات نجد أن عقدة القصة إما عاطفية رومانسية أو ساخرة. وفي معظم الحالات تتضمن نوعاً من الارتباك حول أخطاء غير مقصودة، كما تنتهي بنهاية سعيدة كثيراً ما تعكس شيئاً من المغزى الأخلاقي.
في الأوبريت تُظهر الموسيقى ألحاناً مباشرة من غير تعقيدات لحنية، وفيها إيقاع قوي. وهناك الأوبريت الذي يحتوي على رقصات وغيرها من التي تقوم على أساس رقصة الفالس والكورال «الغناء الجماعي».
ازدهرت عدة مدارس قومية خلال الفترة التي انتشر فيها الأوبريت واستقبلت بلهفة شديدة. وازدهر هذا النوع في فرنسا، وكانت أجمل الأوبريتات التي كتبت هي تلك التي ألفها «جاك أوفنباك Jacques Offenbach» وهو مؤلف موسيقى فرنسي، ألماني المولد. ومن بين مؤلفاته «أورفيس في العالم الأرضي Orpheus in the Underworld» عام 1858م و«لابيل هيلين» عام 1864م و«لابيريشول La Perichle» عام 1868م.
في عام 1860م كتب المؤلف الموسيقي النمساوي «فرانز فون سوبيه Franz Von Suppe» أوبريت «داس بنسيونات» الذي أصبح فيما بعد النموذج الحي للأوبريت في فيينا، غير أن رائد مدرسة الأوبريت في فيينا هو «يوهان شتراوس Johann Strauss» الابن الذي جعل «الفالس» السلسلة الفقرية لإيقاع موسيقى الأوبريت.
يعد أوبريت «داي فلدرماوس» 1874م أشهر مثال لمدرسة الأوبريت في فيينا، وقد سيطر هناك الأوبريت الرومانسي وشكل هذا النوع من فن الأوبريت سيادة تامة في أوائل القرن العشرين الميلادي مع انتشار أعمال مثل الأرملة الطروب عام 1905م التي ألفها فرانتس ليهار والتي كانت محببة لكثيرين.
في العالم العربي انتشر فن الأوبريت نقلاً عن أوروبا ولكن بمزيد من التعريب ليلائم الفكر الشرقي والمتلقي في الشرق. وقد بدأ هذا اللون من المسرح الغنائي في مصر في الثلث الأول من القرن العشرين الميلادي على يد الملحن داود حسني، ثم سرعان ما انتقل إلى بلدان عربية أخرى مثل لبنان وسورية وكان هناك تأثير كبير لزيارة الفرق المسرحية الغنائية المصرية للبلدان العربية.
و لقد كان التونسي أشرف بن عبد الله أول تونسي يبدع في هذا الفن الراقي